# Bonneville (Charente)
Pour les articles homonymes, voir Bonneville.
Bonneville est une commune du Sud-Ouest de la France, située dans le département de la Charente (région Nouvelle-Aquitaine). Depuis le 1er janvier 2019, elle est une commune déléguée de Val-d'Auge.

## Géographie

### Localisation et accès
Bonneville est une commune rurale de la communauté de communes du Rouillacais située à mi-chemin entre Rouillac, le chef-lieu de son canton, et Aigre, d’une superficie de 1 008 ha.
Elle est aussi à 26 km au nord-ouest d'Angoulême, 7 km de Rouillac (au sud-ouest) et d'Aigre (au nord-est), 5 km de Marcillac-Lanville.
Bonneville est à 2 km de Gourville où passe la D 736, route de Ruffec à Saint-Fort-sur-le-Né, passant par Aigre, Rouillac et Jarnac. De petites routes départementales traversent la commune : la D 66 et la D 117 se croisent au bourg, la D 90 passe au sud-ouest.

### Hameaux et lieux-dits
Le hameau le plus important de la commune est Patreville, au nord, où est située la mairie. Le bourg de Bonneville, plus petit, accueille l'église.
Des hameaux plus petits et fermes sont disséminés dans la commune, comme la Ripaudière, la Folie, les Fontaines au sud, ou les Philippons et Chomeau au nord.

### Communes limitrophes
| Auge-Saint-Médard (Val-d'Auge) |            | Mons                 |
|                                | Bonneville |                      |
| Montigné (Val-d'Auge)          |            | Gourville (Rouillac) |

### Géologie et relief
Le sol de la commune appartient au calcaire du Jurassique du Bassin aquitain, comme toute la moitié nord du département de la Charente. Bonneville occupe un plateau datant du Jurassique supérieur, plus précisément du Kimméridgien, avec une minuscule zone de Portlandien à son extrémité sud-ouest. Des alluvions récentes (limons et argiles) couvrent sa partie centrale, entre le bourg et Patreville,,.
Le relief est celui de bas plateaux d'une altitude moyenne de 100 m. La vallée du Sauvage traverse le centre de la commune d'ouest en est. Le point culminant est à une altitude de 133 m, situé sur la limite sud près du Breuil. Le point le plus bas est à 59 m, situé sur la limite nord-est le long du Sauvage. Les bourgs de Bonneville et Patreville sont à 80 m d'altitude.

### Hydrographie

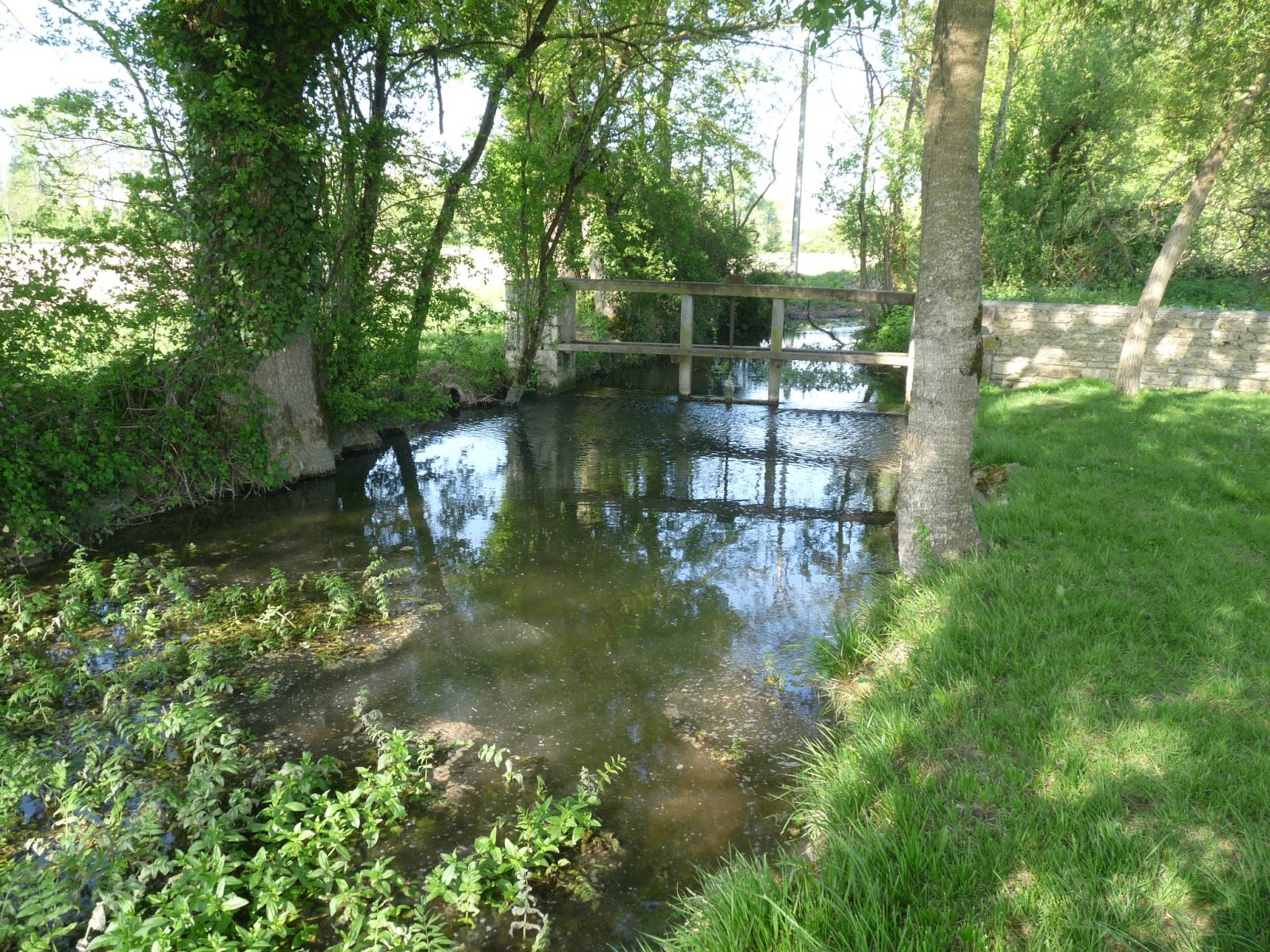
Le Sauvage entre le bourg et Patreville

La commune est traversée par le ruisseau le Sauvage, qui devient l' Auge plus en aval et qui fertilise la vallée et accueille les pêcheurs. L'Auge est un affluent de la Charente en rive droite à Marcillac-Lanville.
Deux petites sources naissent au pied du château des Fontaines, ainsi qu'au logis de la Folie à l'ouest, mais ne sont pas suffisantes pour irriguer. À ce dernier endroit, une bassine a aussi été édifiée.

### Climat
Comme dans les trois quarts sud et ouest du département, le climat est océanique aquitain.

## Toponymie
Une forme ancienne est Bonavilla (non daté), Bonnavilla en 1146.
L'origine du nom de Bonneville remonterait à un nom de personne germanique Bunno auquel est apposé le suffixe -villa, ce qui correspondrait au « domaine de Bunno ».
Les noms en -ville en Charente, plus fréquents entre Barbezieux et Châteauneuf, seraient issus des implantations franques après le VIe siècle en Aquitaine, comme au sud-est de Toulouse.

## Histoire
Bonneville était dès le IXe siècle une cure dépendant de l'abbaye de Saint-Cybard, qui y a même possédé un prieuré détruit au XIVe siècle.
Les registres de l'état civil remontent à 1673, mais avec des interruptions avant 1714.
Au XVIIe siècle, la paroisse de Bonneville faisait partie de la baronnie de Gourville, et elle relevait comme elle, pour les finances de l'élection de Niort et de la généralité de La Rochelle, pour la justice de la sénéchaussée et présidial de Poitiers, et pour le spirituel de l'évêché d'Angoulême.
Il a existé sur la paroisses de nombreux fiefs, dont deux principaux : les Fontaines et Logerie.
Dès la fin du XVIe siècle, le fief des Fontaines appartenait à la famille de Massougnes, originaire du Poitou, qui y construisit un logis, et y annexa un grand nombre de terres nobles attenantes. En 1850, cette même famille, désignée alors sous le patronyme de Massougnes des Fontaines, le détruisit et le remplaça par un petit château, du goût de son époque. Le domaine fut consacré, dès le XVIIIe siècle, à la production de cognac, et mobilisa un grand nombre d'habitants de la commune.
Logerie, d'abord orthographié l'Augerie, non pas à cause du ruisseau de l'Auge, mais d'une famille Auger qui y habitait, appartenait au XVe siècle aux seigneurs de Barbezières. La terre a par la suite appartenu à de nombreuses familles.
D'autres fiefs étaient la Brousse et les Granges, qui appartenaient aussi, comme Logerie, à différents membres de la famille de Massougnes.
Le 1er janvier 2019, la commune fusionne avec Anville, Auge-Saint-Médard et Montigné pour former la commune nouvelle de Val-d'Auge dont la création est actée par un arrêté préfectoral du 29 novembre 2018.

## Administration
| Période      | Période  | Identité         | Étiquette | Qualité    |
| ------------ | -------- | ---------------- | --------- | ---------- |
| janvier 2019 | En cours | Alexandre Gauvin |           | Enseignant |

| Période                                  | Période | Identité          | Étiquette | Qualité               |
| ---------------------------------------- | ------- | ----------------- | --------- | --------------------- |
| 1965                                     | 1971    | Monsieur Rousseau |           | Agriculteur           |
| 1971                                     | 1995    | André Roy         | DVG       | Agriculteur           |
| 1995                                     | 2008    | Yvan Pérault      |           | Agriculteur           |
| 2008                                     | 2014    | Corinne Verdois   |           | Mendataire Judiciaire |
| 2014                                     | 2018    | Alexandre Gauvin  |           | Enseignant            |
| Les données manquantes sont à compléter. |         |                   |           |                       |

### Fiscalité
La fiscalité est d'un taux de 18,85 % sur le bâti, 57 % sur le non bâti, et 8,60 % pour la taxe d'habitation (chiffres 2007).
La communauté de communes de Rouillac prélève 10,80 % de taxe professionnelle.

## Démographie

### Évolution démographique
L'évolution du nombre d'habitants est connue à travers les recensements de la population effectués dans la commune depuis 1793. Pour les communes de moins de 10 000 habitants, une enquête de recensement portant sur toute la population est réalisée tous les cinq ans, les populations de référence des années intermédiaires étant quant à elles estimées par interpolation ou extrapolation. Pour la commune, le premier recensement exhaustif entrant dans le cadre du nouveau dispositif a été réalisé en 2007.

En 2016, la commune comptait 141 habitants, en évolution de −9,62 % par rapport à 2010 (Charente : −0,48 %, France hors Mayotte : +2,11 %).
| 1793 | 1800 | 1806 | 1821 | 1831 | 1841 | 1846 | 1851 | 1856 |
| ---- | ---- | ---- | ---- | ---- | ---- | ---- | ---- | ---- |
| 474  | 460  | 471  | 502  | 507  | 508  | 492  | 420  | 493  |

| 1861 | 1866 | 1872 | 1876 | 1881 | 1886 | 1891 | 1896 | 1901 |
| ---- | ---- | ---- | ---- | ---- | ---- | ---- | ---- | ---- |
| 532  | 483  | 458  | 452  | 437  | 380  | 361  | 359  | 338  |

| 1906 | 1911 | 1921 | 1926 | 1931 | 1936 | 1946 | 1954 | 1962 |
| ---- | ---- | ---- | ---- | ---- | ---- | ---- | ---- | ---- |
| 316  | 315  | 292  | 290  | 292  | 262  | 242  | 259  | 210  |

| 1968 | 1975 | 1982 | 1990 | 1999 | 2006 | 2007 | 2012 | 2016 |
| ---- | ---- | ---- | ---- | ---- | ---- | ---- | ---- | ---- |
| 206  | 219  | 180  | 159  | 157  | 157  | 157  | 152  | 141  |

### Pyramide des âges
| Hommes | Classe d’âge | Femmes |
| ------ | ------------ | ------ |
| 0,0    | 90 ans ou +  | 0,0    |
| 8,5    | 75 à 89 ans  | 14,7   |
| 19,5   | 60 à 74 ans  | 16,0   |
| 14,6   | 45 à 59 ans  | 14,7   |
| 20,7   | 30 à 44 ans  | 22,7   |
| 9,8    | 15 à 29 ans  | 16,0   |
| 26,8   | 0 à 14 ans   | 16,0   |

| Hommes | Classe d’âge | Femmes |
| ------ | ------------ | ------ |
| 0,5    | 90 ans ou +  | 1,6    |
| 8,2    | 75 à 89 ans  | 11,8   |
| 15,2   | 60 à 74 ans  | 15,8   |
| 22,3   | 45 à 59 ans  | 21,5   |
| 20,0   | 30 à 44 ans  | 19,2   |
| 16,7   | 15 à 29 ans  | 14,7   |
| 17,1   | 0 à 14 ans   | 15,4   |

### Remarques
La population est composée de 89 foyers : 63 en résidences principales et 17 en résidences secondaires. 87 % des résidences principales sont propriétaires.

## Économie

### Agriculture
L’agriculture et la viticulture constituent les principales ressources.
La commune est classée dans les Fins Bois, dans la zone d'appellation d'origine contrôlée du cognac.

## Lieux et monuments

### Église Saint-Clément
L'église paroissiale Saint-Clément, qui appartenait au VIIIe siècle à l'abbaye Saint-Cybard, fut reconstruite à la fin du XIIe siècle. Elle appartient au type des églises à clocher-mur et possède une nef unique à chevet plat. Elle est inscrite monument historique depuis 1996,.
Elle abrite une chaire à prêcher du XVIIIe siècle en fer forgé qui constitue un objet unique dans le département. Elle est classée monument historique au titre objet depuis 1941.
La cloche en bronze datant de 1670 et gravée « PERRIN MESSIRE DE BARBEZIERES SEIGNEUR DE LOGERIE. MERRINE DAMOISELLE MARIE YTIERS... CURE. FONDEUR BARAUD AN 1670 » est aussi classée depuis 1944, ainsi qu'un tableau Le couronnement de la Vierge datant du XVIIe siècle depuis 2003.

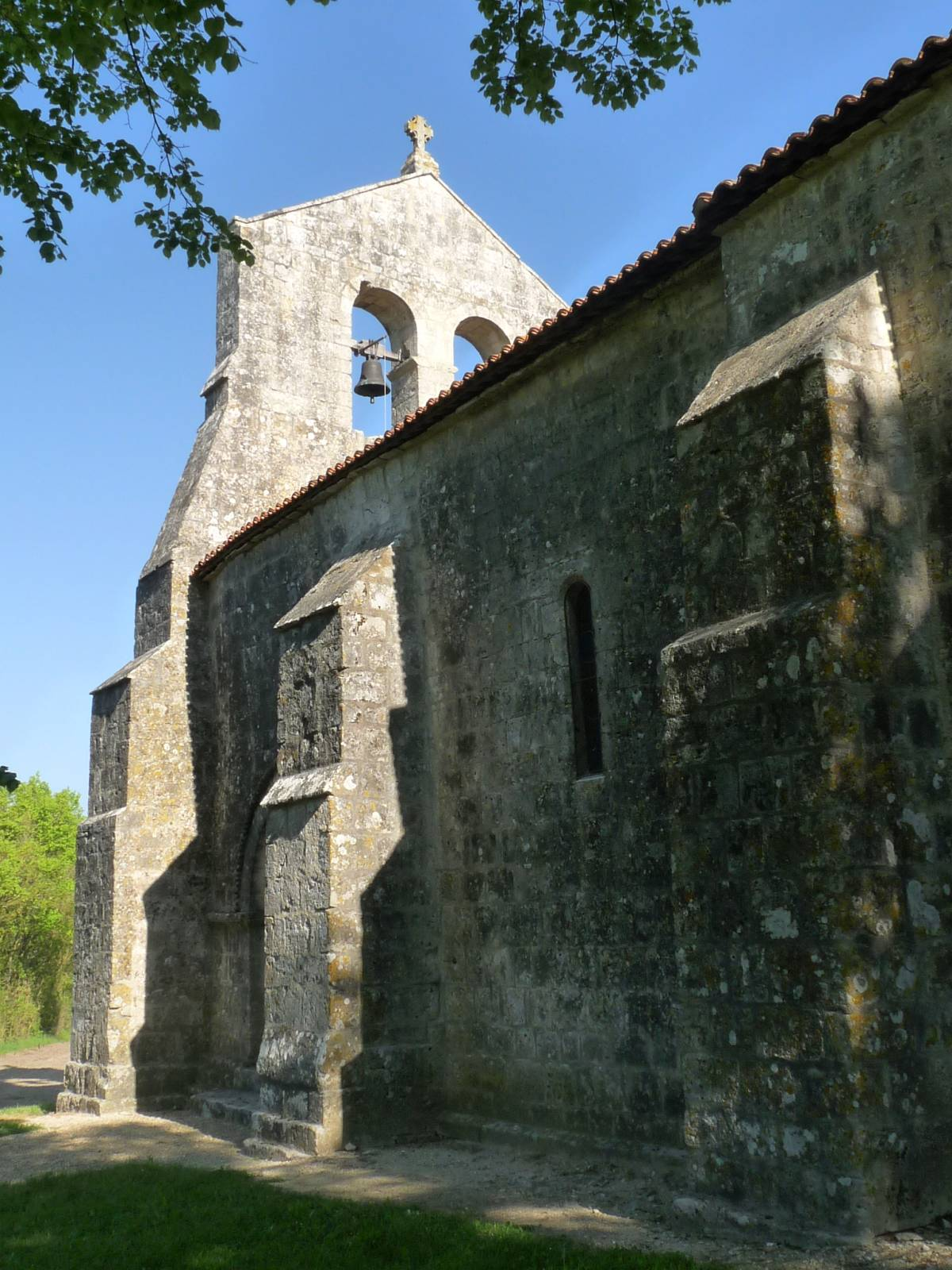
L'église Saint-Clément
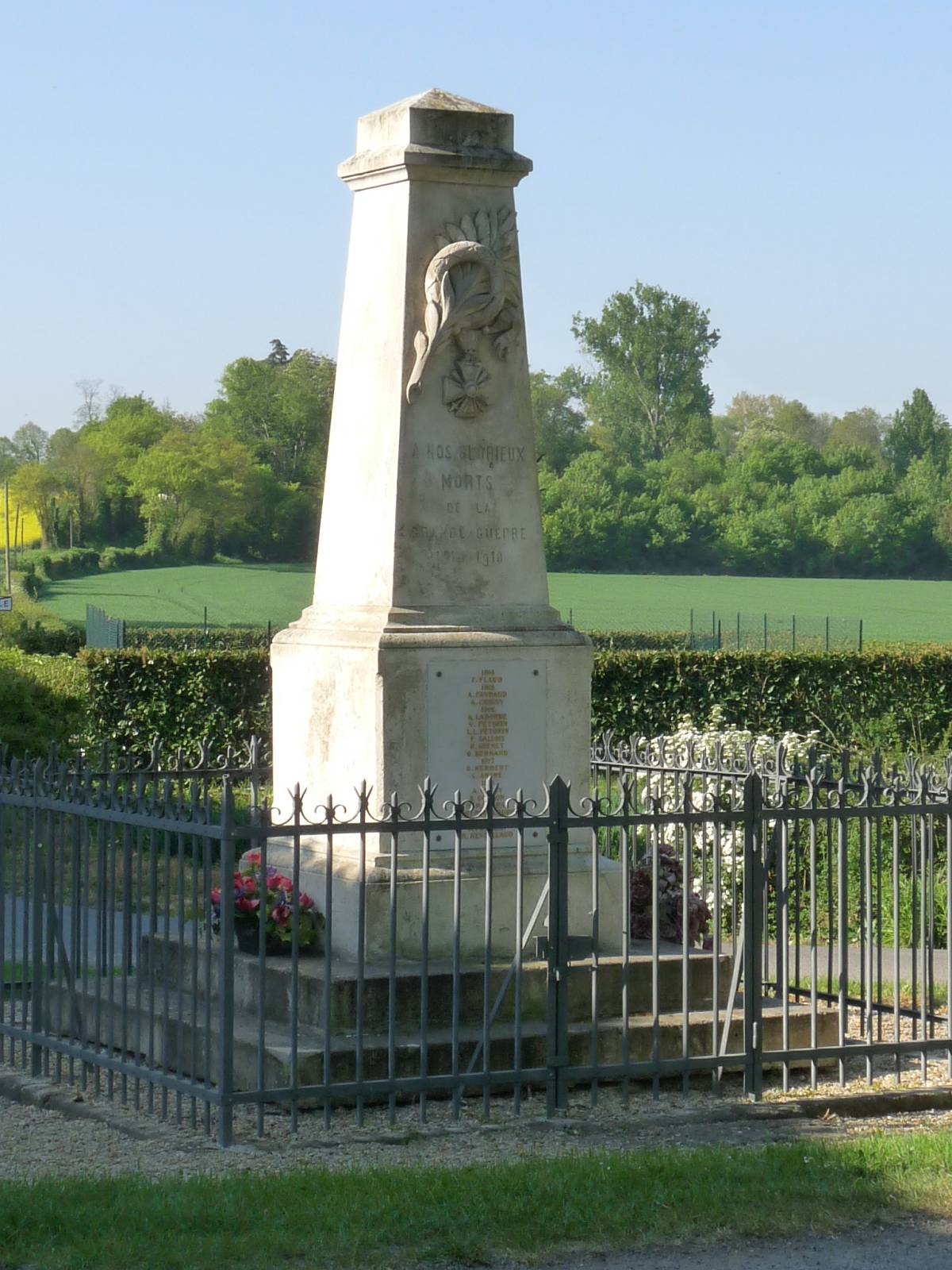
Monument aux morts
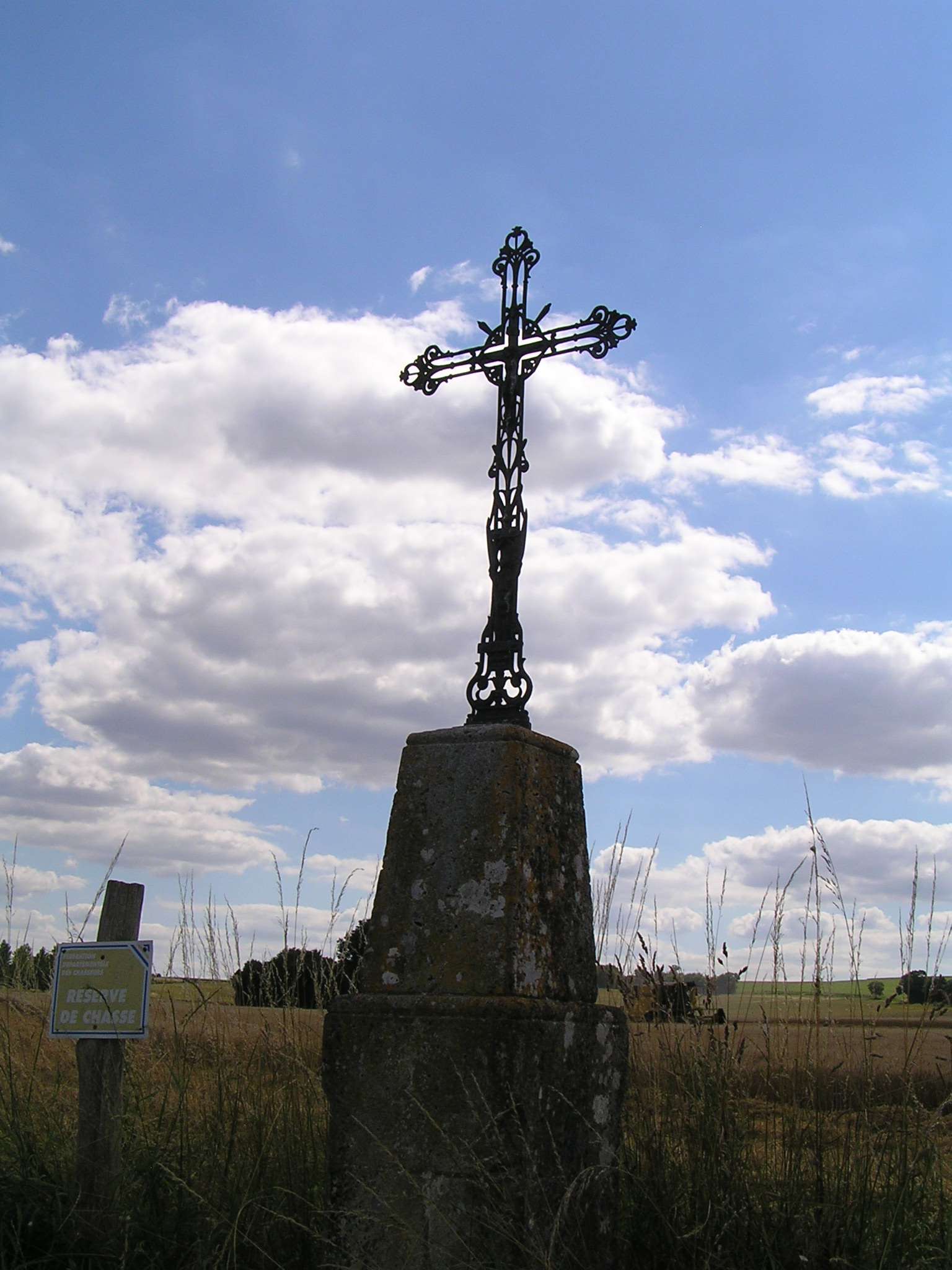
Croix de chemin